# Швецова, Любовь Ананьевна
Любовь Ананьевна Швецова (лат. Ļubova Švecova, род. 25 сентября 1970 года, Илуксте) — латвийский юрист, экономист и политик. С 2018 года — депутат Сейма от партии «Согласие».

## Биография
Любовь Швецова родилась в Илуксте, в семье старообрядцев. Позже семья переехала в Ливаны, где Любовь окончила школу. В 1988 году поступила на юридический факультет Латвийского университета, который окончила в 1995 году со степенью магистра. В 2004 году дополнительно получила экономическое образование в том же университете.
Имеет дочь и сына.

### Профессиональная деятельность
В 1994—2015 годах работала в Финансовой полиции Службы государственных доходов. На момент отставки занимала должность заместителя директора и имела звание полковника.
В 2015—2018 годах занималась частной юридической практикой в компании SIA «Laforte».
С 2015 года читает лекции на юридическом факультете Рижского университета имени Страдыня.

### Политическая деятельность
В 2018 году Швецова была избрана в 13-й Сейм Латвии как кандидат партии «Согласие» по Рижскому избирательному округу. Является членом Комиссии по бюджету и финансам (налогам), Комиссии по государственным расходам и ревизии, Комиссии по правовым вопросам, Подкомитета по политике в области уголовного правосудия, подкомитета по надзору за финансовым сектором).
В сентябре 2020 года СДП «Согласие» исключила Любовь Швецову из рядов партии и фракции. Исключению предшествовал скандал, разразившийся в социальных сетях.
В январе 2021 года независимый депутат Сейма Любовь Швецова стала членом правления партии «Закон и порядок».
8 января 2021 года стала одним из учредителей политической партии «Закон и порядок» и членом её правления. Покинула партию в конце июня. 
В августе 2021 года Швецова была одним из основателей партии «Латвия на первом месте», созданной Айнарсом Шлесером. А 4 марта 2022 года, во время российского вторжения в Украину, Любовь Швецова и Юлия Степаненко были исключены из партии  «Латвия на первом месте», так как отказались обсуждать последствия этой российско-украинской войны для Латвии. После этого Швецова стала членом правления новообразованной партии «Суверенная власть».